# 副島千八

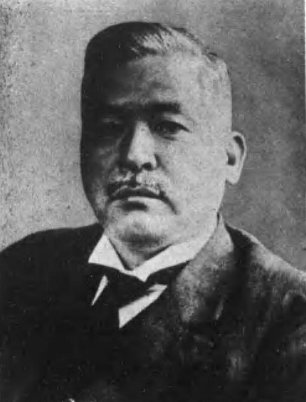
副島千八

副島 千八（そえじま せんぱち、1881年（明治14年）8月15日 - 1954年（昭和29年）2月15日）は、日本の明治期から昭和期の官僚。幣原内閣の農林大臣や関東証券の社長を務めた。位階および勲等は従三位、勲二等。

## 略歴
佐賀中学校（旧制）から郁文館中学校に転校。第一高等学校に進学し、1907年（明治40年）東京帝国大学法科大学を卒業した。
農商務省に入省し、農政課長、食糧局長、製鉄所次長、鉱山局長を歴任した。1925年（大正14年）に農商務省が商工省と農林省に分割されると商工省商務局長に就任し、関税率改正準備委員会臨時港湾調査会、国産振興委員会委員、関税常設委員会、損害保険制度調査委員会、不当廉売審査委員会などの委員を務めた。
退官後は大阪株式取引所理事長、東京株式取引所理事長、日本証券取引所総裁を歴任した。
1946年（昭和21年）1月に幣原内閣で農林大臣に就任し、5月の総辞職まで務めた。1946年（昭和21年）6月5日、貴族院議員に勅任され、研究会に所属し1947年5月2日の貴族院廃止まで在任した。
昭和29年2月15日薨去。享年74。墓所は東京都港区元麻布の賢崇寺。この寺院は佐賀藩の菩提寺で、明治時代以降も佐賀県の出身者が多く葬られている。戒名は秀穂院殿鶴雲千峯大居士。